# Symphonie no 4 de Nielsen
Inextinguible
Pour les articles homonymes, voir Symphonie no 4.
La Symphonie, "Inextinguible" op. 29 (CNW 28) (en danois : det Uudslukkelige) est la quatrième des 6 symphonies, écrite par Carl Nielsen entre 1914 et 1916 (soit près de trois ans après sa troisième symphonie).
Il en commence l'écriture en août 1914, peu après avoir quitté ses fonctions de directeur de l'orchestre royal de Copenhague. Son dessein original était d'écrire une œuvre décrivant la puissance du flux vital, ce qui donna son titre Inextinguible. Sa genèse fut longue et difficile. Elle s'achève le 27 janvier 1916, soit cinq jours avant sa création (le 1er février 1916 sous la direction du compositeur, auprès d'un public choisi). La première exécution publique a lieu le 14 avril 1916.

Nielsen rédige en une notice explicative : 

« La musique est Vie : dès qu'une note isolée résonne dans l'air ou l'espace, c'est le résultat de la Vie et du mouvement. C'est pourquoi la musique est l'expression la plus sensible de la pulsion de Vie. Cette symphonie décrit les sources les plus primitives du flux vital et le bonheur de sa perception, c'est-à-dire, ce qui touche l'être humain, le monde animal et végétal comme il peut être perçu ou vécu. Cette musique n'est pas basée sur un programme décrivant son évolution dans un espace et un temps limité, mais un aperçu des couches émotionnelles vitales qui restent semi-chaotiques et primitives… La musique est la vie, comme elle, inextinguible. »

Elle comporte quatre mouvements et son exécution demande environ un peu plus d'une demi-heure. Comme la précédente symphonie, chaque partie est jouée en continu, sans rupture temporelle.
1. Allegro
2. Poco allegretto
3. Poco adagio quasi andante
4. Allegro

## Discographie
- Thomas Jensen (en) - Orchestre symphonique de la radio danoise (années 1950, Danacord) (OCLC 33270122)
- Launy Grøndahl - Orchestre symphonique de la radio danoise (17-19 août 1951, Dutton) (OCLC 47251423)
- Igor Markevitch, Orchestre royal du Danemark (DG)
- Leonard Bernstein - Orchestre philharmonique de New York  (février 1973, Sony Classical) (OCLC 23687058)
- John Barbirolli - Hallé Orchestra (EMI) (OCLC 24017704)
- Jean Martinon, Orchestre symphonique de Chicago (3 décembre 1966, RCA Red Seal) (OCLC 64039462)
- Herbert von Karajan - Berliner Philharmoniker (février 1981, DG) (OCLC 13228878)
- Herbert Blomstedt - Orchestre symphonique de San Francisco (novembre 1987, Decca) (OCLC 45705881)
- Bryden Thomson - Orchestre national royal d'Écosse (11-13 mars 1991, Chandos) (OCLC 28441152 et 906564076)
- Neeme Järvi - Orchestre symphonique de Göteborg (1993, DG) (OCLC 949923303)
- Michael Schønwandt - Orchestre symphonique de la radio danoise (1999, Dacapo)
- Sakari Oramo - Orchestre philharmonique royal de Stockholm (2013, BIS) (OCLC 883802355)